# Công ty Wrigley
Công ty Wm. Wrigley Jr., được gọi là Công ty Wrigley, là một công ty kẹo cao su Mỹ được thành lập vào ngày 1 tháng 4 năm 1891 bởi William Wrigley Jr., trụ sở tại Trung tâm Sáng kiến Toàn cầu (GIC) ở Goose Island, Chicago, Illinois. Nó được sở hữu hoàn toàn bởi Mars, Incorporated. Đây là nhà sản xuất và tiếp thị kẹo cao su lớn nhất trên thế giới.
Năm 1892, Wrigley Jr. bắt đầu đóng gói kẹo cao su với mỗi hộp nướng bột. Các kẹo cao su cuối cùng đã trở thành phổ biến hơn so với bột nướng và Wrigley đã định hướng lại công ty để sản xuất kẹo cao su. Công ty hiện đang bán sản phẩm tại hơn 180 quốc gia và quận, duy trì hoạt động tại hơn 50 quốc gia và có 21 cơ sở sản xuất tại 14 quốc gia bao gồm Hoa Kỳ, Mexico, Tây Ban Nha, Anh, Pháp, Cộng hòa Séc, Ba Lan, Nga, Trung Quốc, Ấn Độ, Nhật Bản, Kenya, Đài Loan và Úc.
Năm 2005, Wrigley mua Life Savers và Altoids từ Kraft Foods với giá 1,5 tỷ đô la Mỹ. Vào ngày 23 tháng 1 năm 2007, Wrigley đã ký thỏa thuận mua lại để thu được 80% lợi nhuận ban đầu cho A. Korkunov với 300 triệu USD và 20% còn lại được mua lại theo thời gian. Vào ngày 28 tháng 4 năm 2008, Mars tuyên bố sẽ mua lại Wrigley với giá khoảng 23 tỷ USD. Tài chính cho giao dịch được cung cấp bởi Berkshire Hathaway, Goldman Sachs và JPMorgan; Berkshire Hathaway đã tổ chức đầu tư cổ phần thiểu số tại Wrigley cho đến tháng 10 năm 2016.
Tòa nhà Wrigley trên Đại lộ Michigan, một trong những địa danh nổi tiếng nhất của Chicago trên Magnificent Mile, ban đầu là trụ sở toàn cầu của công ty cho đến năm 2011, khi nó được bán cho một nhóm nhà đầu tư gồm Zeller Realty Group cũng như các nhà sáng lập Groupon Eric Lefkofsky Và Brad Keywell. Công ty có trụ sở chính tại GIC vào năm 2012 kể từ đó.